# Pavel Kolobkov
Pavel Anatolievitch Kolobkov (en russe : Павел Анатольевич Колобков), né le 22 septembre 1969 à Moscou, est un escrimeur russe, pratiquant l'épée.

## Palmarès
- Jeux olympiques d'été

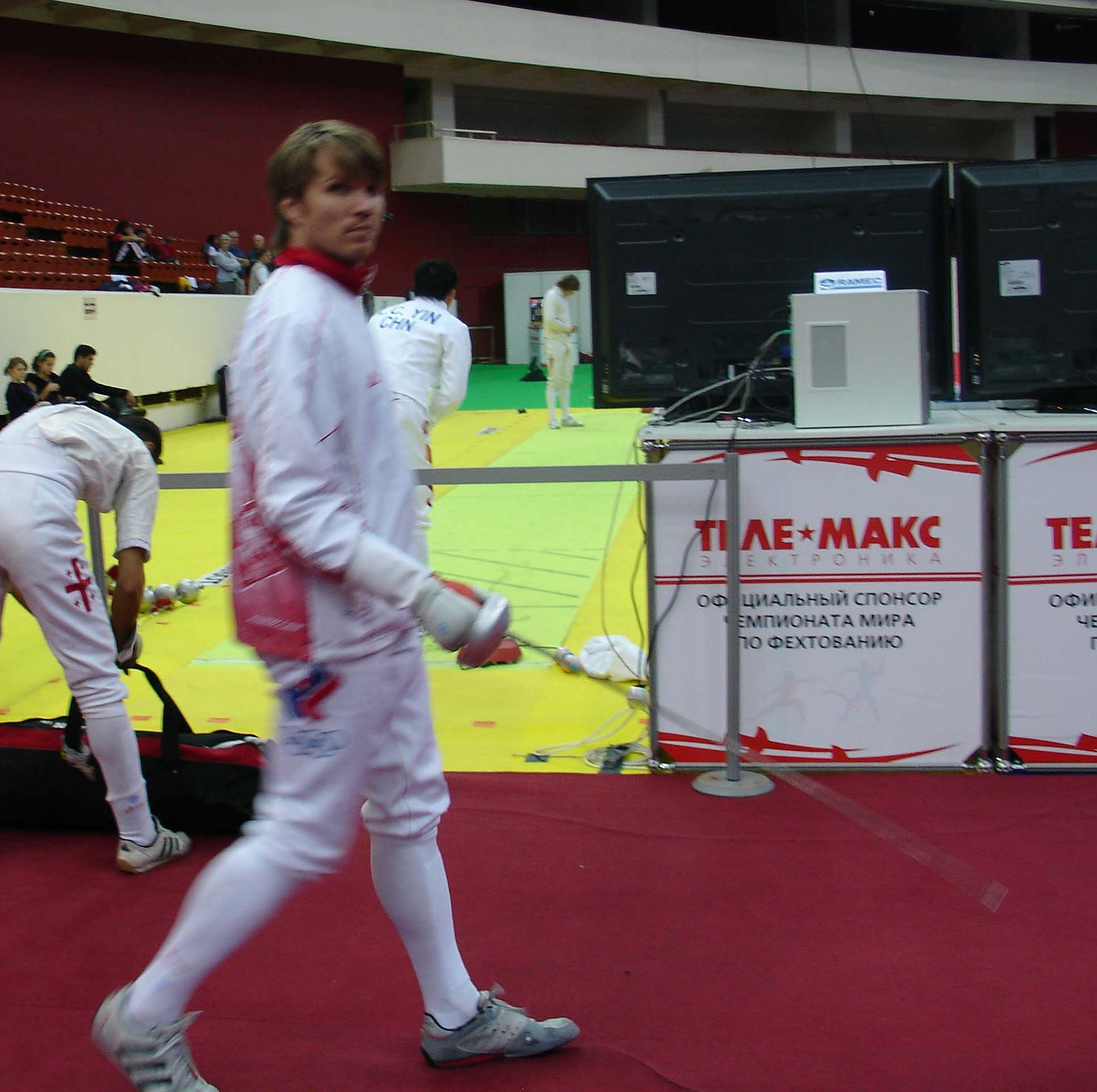
Kolobkov aux championnats du monde d'escrime 2007

  -  Médaille d'or aux Jeux olympiques de 2000 à Sydney
  -  Médaille d'argent aux Jeux olympiques d'été de 1992
  -  Médaille de bronze aux Jeux olympiques de 2004 à Athènes
  -  Médaille d'argent aux par équipe aux Jeux olympiques d'été de 1996
  -  Médaille de bronze aux par équipe aux Jeux olympiques d'été de 1992
  -  Médaille de bronze aux par équipe aux Jeux olympiques d'été de 1988

- Championnats du monde d'escrime
  -  Médaille d'or en 2005 à Leipzig
  -  Médaille d'or en 2003 à La Havane (par équipe)
  -  Médaille d'or en 2002 à Lisbonne
  -  Médaille d'or en 1994
  -  Médaille d'or en 1993
  -  Médaille d'argent en 1997
  -  Médaille d'argent en 2002 (par équipe)
  -  Médaille de bronze en 1999
  -  Médaille de bronze en 1998 (par équipe)
  -  Médaille de bronze en 1989

- Championnats d'Europe d'escrime
  -  Médaille d'or en 2000
  -  Médaille d'or en 1996
  -  Médaille d'argent en 2005
  -  Médaille d'argent en 2003
  -  Médaille d'argent en 2002
  -  Médaille d'argent en 2006 (équipe)
  -  Médaille de bronze en 2006
  -  Médaille de bronze en 2004
  -  Médaille de bronze en 2001
  -  Médaille de bronze en 1999
  -  Médaille de bronze en 1998 (équipe)